# Alfred Jodl
Alfred Jodl (10 tháng 5 năm 1890 – 16 tháng 10 năm 1946) là sĩ quan chỉ huy cao cấp của quân đội Đức Quốc xã, giữ chức tư lệnh các chiến dịch của Bộ tổng tư lệnh Lục quân Đức Quốc xã.
Sau Thế chiến thứ 2, tại tòa án Nuremberg, ông bị kết án tội ác chiến tranh và bị xử tử hình bằng cách treo cổ. Sáu năm sau khi ông chết, tóa án Đức tuyên bố mãn án, cho rằng ông bị kết tội oan.

## Tuổi trẻ và sự nghiệp
Alfred Jodl được đào tạo tại một trường thiếu sinh quân ở Munich và tốt nghiệp năm 1910. Jodl lớn lên trong gia đình theo Công giáo La Mã nhưng từ chối đức tin sau này khi lớn lên.
Từ năm 1914 đến năm 1916, ông phục vụ trong một đơn vị khẩu đội ở Mặt trận phía Tây và được trao tặng giải thưởng Thập tự sắt hạng 2 vì sự dũng cảm vào tháng 11 năm 1914, khi bị thương khi thi hành công vụ. Năm 1917, ông phục vụ một thời gian ngắn ở Mặt trận phía Đông trước khi trở về miền Tây với tư cách là một sĩ quan tham mưu. Năm 1918, ông đã giành được hạng nhất Thập tự sắt cho sự dũng cảm trong chiến đấu. Sau thất bại của Đế quốc Đức vào năm 1918, ông tiếp tục sự nghiệp của mình như một người lính chuyên nghiệp trong Quân đội Đức đã bị giới hạn bởi Hiệp ước Verseille. Jodl kết hôn hai lần: vào năm 1913, và vào năm 1944 (sau khi người vợ trước đó qua đời).

## Thế chiến thứ 2
Jodl được bổ nhiệm làm thiếu tá và làm việc cho Bộ tổng tham mưu trong Bộ chỉ huy tối cao quân đội vào những năm cuối của Cộng hòa Weimar, đặt ông dưới quyền chỉ huy của Tướng Ludwig Beck. [Cần dẫn nguồn] Vào tháng 9 năm 1939, Jodl lần đầu tiên gặp Adolf Hitler. Trong giai đoạn xây dựng Chiến tranh thế giới thứ hai, Jodl được chỉ định làm chỉ huy Sư đoàn 44 từ tháng 10 năm 1938 đến tháng 8 năm 1939 sau Anschluss
Jodl được Hitler chọn làm Tham mưu trưởng các Chiến dịch của Oberkommando der Wehrmacht (OKW) mới thành lập vào ngày 23 tháng 8 năm 1939, ngay trước khi Đức xâm lược Ba Lan. Jodl còn đóng vai trò là Tham mưu trưởng trong cuộc xâm lược Đan Mạch và Na Uy. Sau sự sụp đổ của Pháp, Jodl lạc quan về thành công của Đức trước Anh, viết vào ngày 30 tháng 6 năm 1940, ông cho rằng "Chiến thắng cuối cùng của Đức trước Anh giờ chỉ còn là vấn đề thời gian."
Jodl đã ký Sắc lệnh ngày 6 tháng 6 năm 1941 (trong đó các  chính uỷ Liên Xô sẽ bị xử bắn) và Lệnh biệt kích ngày 28 tháng 10 năm 1942 (trong đó các biệt kích Đồng minh, bao gồm những người lính mặc đồng phục phù hợp cũng như các chiến binh mặc quần áo dân sự, chẳng hạn như Maquis và những người theo đảng phái, sẽ bị xử tử ngay lập tức mà không cần xét xử nếu bị bắt sau các phòng tuyến của quân Đức).
Jodl đã dành phần lớn thời gian của cuộc chiến tại Hang sói, sở chỉ huy tiền phương của Hitler ở Đông Phổ. Ngày 1 tháng 2 năm 1944, ông được thăng quân hàm Generaloberst (Trung tướng). Jodl nằm trong số những người bị thương nhẹ trong âm mưu ngày 20 tháng 7 năm 1944 chống lại Hitler, nơi ông ta bị chấn động do vụ nổ. Ông ta được Karl Dönitz, người kế nhiệm của Hitler, trao tặng Huân chương Hiệp sĩ Chữ thập sắt. vào ngày 6 tháng 5 năm 1945.
Vào cuối Thế chiến II ở Châu Âu, Jodl đã ký Văn kiện đầu hàng của Đức vào ngày 7 tháng 5 năm 1945 tại Reims với tư cách là đại diện của Dönitz. Vào ngày 13 tháng 5, sau khi Thống soái Wilhelm Keitel bị bắt, Jodl đã kế nhiệm Wilhelm làm Tư lệnh OKW cho đến khi đầu hàng.